# Суллах
Суллах (бенг. শাল্লা, англ. Sullah) — город на северо-востоке Бангладеш, административный центр одноимённого подокруга. Площадь города равна 3,79 км². По данным переписи 2001 года, в городе проживало 2569 человек, из которых мужчины составляли 55,16 %, женщины — соответственно 44,84 %. Плотность населения равнялась 678 чел. на 1 км². Уровень грамотности взрослого населения составлял 47,4 % (при среднем по Бангладеш показателе 43,1 %). 